# Désirée Talbot
Giáo sư Désirée Talbot (sinh ngày 24 tháng 10 năm 1926, tại Cape Town, Nam Phi) là một giọng nữ cao hát opera người Nam Phi đã về hưu và là một trong những thành viên sáng lập của Công ty Opera UCT.

## Cuộc đời và học vấn
Cô được đào tạo tại trường trung học dành cho nữ sinh ở Port Elizabeth và sau đó học tại trường dành cho nữ sinh tại Rustenburg ở Cape Town. Cha cô là một kỹ sư dân sự và là một nghệ sĩ dương cầm nghiệp dư. Mẹ cô cũng là một nhạc sĩ và học piano với Doris Lardner tại trường Cao đẳng Âm nhạc Nam Phi ở Cape Town.
Là một sinh viên đăng ký vào BMus tại UCT, cô đã lấy piano làm chủ đề đầu tiên. Khi tay trái của cô bị hư hại vĩnh viễn trong một tai nạn xe hơi xảy ra khi cô trở về từ một trận đấu bóng bầu dục với bạn trai của mình, cô đã chuyển sang hát như sự nghiệp chính của mình. Cô bắt đầu như là một giáo viên âm nhạc tại các trường tiểu học khác nhau, nhưng vào năm 1949, cô được bổ nhiệm giảng dạy tại Rustenburg, nơi cô đã từng sống cho đến năm 1954. Cô dạy piano, lý thuyết và làm việc cho SABC trong một năm. Trong thời gian này cô đã kết hôn với Alfred Garson, cũng là một nhạc sĩ. Năm 1954, cô gia nhập đội ngũ giảng viên của UCT với tư cách là một giáo viên dạy hát và piano.

## Sự nghiệp ca hát
Năm 1947, cô gia nhập Công ty Opera UCT được thành lập và được chỉ đạo bởi Erik Chisholm. Đó là những năm đầu mà Talbot có cơ hội hát trong vở kịch Orpheus tại Nhà hát Little với Albert Coates dẫn dắt dàn nhạc. Cô cũng tham dự các bài giảng về ca hát được đưa ra bởi ca sĩ opera người Úc Oda Slobodskay.
Trong suốt sự nghiệp ca sĩ của cô, kéo dài hơn ba mươi năm, cô đã biểu diễn vai chính trong hơn 500 buổi biểu diễn của 28 vở opera cũng như các buổi hòa nhạc và chương trình phát sóng ở Nam Phi, Namibia, Zambia, Anh, Scotland và Ý. Cô đã biểu diễn tại London tại hội trường Wigmore và biểu diễn bài hát Van liefde en verlatenheid của Arnold van Wyk tại SABC. Cô gia nhập công ty UCT Opera trong chuyến lưu diễn tới Anh và Scotland cho Liên hoan Âm nhạc và Nhạc sĩ đến từ Nam Phi vào năm 1956. Cô được ca ngợi là một ca sĩ và nữ diễn viên xuất sắc và hãng sản xuất phim J Arthur Rank nổi tiếng thậm chí còn mời cô thử vai cho một vai diễn trong một bộ phim mà cô không thể chấp nhận tham gia vào thời điểm đó. 